# آندریا سیلیپو
آندریا سیلیپو (انگلیسی: Andrea Silipo؛ زادهٔ ۱۷ آوریل ۲۰۰۱) بازیکن فوتبال است.